# Снодгресс, Кэрри
Кэрри Снодгресс (англ. Carrie Snodgress, 27 октября 1945 — 1 апреля 2004) — американская актриса.

## Биография
Кэролин Снодгресс получила образование в Университете Северного Иллинойса. Там она заинтересовалась драматическим искусством и после прошла обучение в театральной школе Чикаго. Будучи её выпускницей, она уже была обладательницей престижной театральной премии Сары Сиддонс.
После нескольких ролей на телевидении она дебютировала на большом экране в 1970 году в фильме «Кролик, беги». В том же году она снялась в фильме «Дневник безумной домохозяйки», роль в котором принесла ей две премии «Золотой глобус» и номинацию на «Оскар». Будучи на пике своего успеха актриса бросила свою карьеру и посвятила себя своему избраннику, музыканту Нилу Янгу, который стал отцом её сына Зика.
Вновь на большой экран Кэрри вернулась в 1978 году в фильме «Ярость». В 1981 году состоялся её актёрский дебют на Бродвее. В дальнейшем она продолжала довольно много сниматься как в кино, так и на телевидении. Она появилась в картинах «Бледный всадник» (1985), «Миссия акулы» (1991), «Баллада о маленькой Джо» (1993) и «Голубое небо» (1994).
В марте 2004 года актриса была госпитализирована в одну из клиник Лос-Анджелеса для пересадки печени, но 1 апреля 2004 года неожиданно скончалась от почечной недостаточности и проблем с сердцем на 59 году жизни.

## Награды
- Золотой глобус

1971 — «Лучшая актриса в комедии или мюзикле» («Дневник безумной домохозяйки»)
1971 — «Лучший дебют актрисы» («Дневник безумной домохозяйки»)